# Хагельберг, Раймунд Рудольфович
Раймунд Рудольфович Хагельберг (эст. Raimund Hagelberg; 1927—2012) — советский и эстонский экономист, академик АН Эстонской ССР (1981).

## Биография
Родился 7 февраля 1927 года в Таллине. В 1946 году там же окончил реальное училище, в 1950 году — экономический факультет Таллинского политехнического института. В 1954 году защитил кандидатскую диссертацию. В 1953—1954 годах — младший научный сотрудник Института экономики Академии наук Эстонской ССР.
В 1954—1982 годах старший преподаватель, доцент, профессор экономического факультета Тартуского университета.
В 1967 году защитил докторскую диссертацию, посвящённую проблемам банковского и экономического анализа.
Академик Академии наук Эстонской ССР (1981), с 1982 по 1989 год — учёный секретарь академии.
В 1985 году избран депутатом в Верховный Совет Эстонской ССР 11-го созыва. С 1989 по 1992 год советник председателя Верховного Совета Эстонской Республики.
В 1990 года член Наблюдательного совета Банка Эстонии, работал в этом статусе до 1998 года.
Умер 17 июля 2012 года.

## Публикации
- Экономика, общество, прогресс / Раймунд Хагельберг. — Таллинн : Ээсти раамат, 1982. — 98 с.
- Наука, общество, прогресс / Раймунд Хагельберг. — Таллинн : Ээсти раамат, 1986. — 93, [2] с. : ил.